# Le Quesne
Le Quesne é uma comuna francesa na região administrativa de Altos da França, no departamento de Somme. Estende-se por uma área de 1,43 km². Em 2010 a comuna tinha 269 habitantes (densidade: 188,1 hab./km²).